# Lijst van rijksmonumenten in Maastricht/Grote Looiersstraat
Een overzicht van de 19 rijksmonumenten in de stad Maastricht gelegen aan of bij de Grote Looiersstraat.
| Object | Oorspronkelijke functie? | Bouwjaar                        | Architect | Locatie                | Coördinaten?                  | Nr.?  | Afbeelding        |
| --- | ------------------------ | ------------------------------- | --------- | ---------------------- | ----------------------------- | ----- | ----------------- |
| Laag pand in de trant der zgn. Maaslandse renaissance met een tweelichtvenster.                                                                                         | Woonhuis                 | 17e eeuw                        |           | Grote Looiersstraat 4  | 50° 50' 45" NB, 5° 41' 25" OL | 27020 | Meer afbeeldingen |
| Huis met brede lijstgevel. | Gebouw                   | 1633 - 1700                     |           | Grote Looiersstraat 6  | 50° 50' 45" NB, 5° 41' 25" OL | 27021 | Meer afbeeldingen |
| Huis met lijstgevel aan de Kleine Looiersstraat. | Gebouw                   | 18e eeuw                        |           | Grote Looiersstraat 7  | 50° 50' 44" NB, 5° 41' 26" OL | 27022 | Meer afbeeldingen |
| Huis met gevel in de trant der zgn. Maaslandse renaissance. | Gebouw                   | 17e eeuw                        |           | Grote Looiersstraat 8  | 50° 50' 44" NB, 5° 41' 25" OL | 27023 | Meer afbeeldingen |
| Huis met lijstgevel. | Gebouw                   | laatste helft 17e eeuw          |           | Grote Looiersstraat 10 | 50° 50' 44" NB, 5° 41' 24" OL | 27024 | Meer afbeeldingen |
| Huis met lijstgevel, dat t.o.v. het vorige een travee naar voren springt.                                                                                               | Gebouw                   | laatste helft 18e eeuw          |           | Grote Looiersstraat 14 | 50° 50' 44" NB, 5° 41' 24" OL | 27025 | Meer afbeeldingen |
| Huis, in de trant der zgn. Maaslandse renaissance met aan voor- en achterzijde een in- en uitgezwenkte topgevel.                                                        | Gebouw                   | 17e eeuw                        |           | Grote Looiersstraat 15 | 50° 50' 43" NB, 5° 41' 25" OL | 27026 | Meer afbeeldingen |
| Huis met lijstgevel, dat t.o.v. het vorige een travee uitspringt. | Woonhuis                 | derde kwart 18e eeuw            |           | Grote Looiersstraat 16 | 50° 50' 44" NB, 5° 41' 23" OL | 27027 | Meer afbeeldingen |
| Voormalig Armenhuis, een groot in de bocht gelegen gebouw, met een zeer brede lijstgevel.                                                                               | Gebouw                   | 1757                            |           | Grote Looiersstraat 17 | 50° 50' 42" NB, 5° 41' 24" OL | 27028 | Meer afbeeldingen |
| Huis met lijstgevel, dat t.o.v. het vorige twee traveeën uitspringt. | Woonhuis                 | derde kwart 18e eeuw            |           | Grote Looiersstraat 18 | 50° 50' 43" NB, 5° 41' 23" OL | 27029 | Meer afbeeldingen |
| Huis met een brede lijstgevel in de trant der zgn. Maaslandse renaissance, met een rondbogige koetspoort met erboven een steen met haeC prIMo DIe IUnII InCepta (1771). | Gebouw                   | 17e eeuw / 1771                 |           | Grote Looiersstraat 19 | 50° 50' 42" NB, 5° 41' 22" OL | 27030 | Meer afbeeldingen |
| Huis met lijstgevel en poort, uitspringende t.o.v. het vorige. | Woonhuis                 | laatste helft 19e eeuw          |           | Grote Looiersstraat 20 | 50° 50' 43" NB, 5° 41' 23" OL | 27031 | Meer afbeeldingen |
| Huis met lijstgevel | Woonhuis                 | eerste helft 18e eeuw           |           | Grote Looiersstraat 21 | 50° 50' 42" NB, 5° 41' 22" OL | 27032 | Meer afbeeldingen |
| Huis met brede lijstgevel. | Gebouw                   | derde kwart 18e eeuw            |           | Grote Looiersstraat 23 | 50° 50' 42" NB, 5° 41' 22" OL | 27033 | Meer afbeeldingen |
| Huis met brede lijstgevel. | Gebouw                   | 17e eeuw / derde kwart 18e eeuw |           | Grote Looiersstraat 24 | 50° 50' 43" NB, 5° 41' 22" OL | 27034 | Meer afbeeldingen |
| Huis met lijstgevel. | Gebouw                   | eerste helft 19e eeuw           |           | Grote Looiersstraat 26 | 50° 50' 43" NB, 5° 41' 22" OL | 27035 | Meer afbeeldingen |
| Hofje Sint Maartenshuizen (ook wel genoemd Sint-Martinushofje) | Gebouw                   | 1715                            |           | Grote Looiersstraat 27 | 50° 50' 41" NB, 5° 41' 20" OL | 27036 | Meer afbeeldingen |
| Huis met lijstgevel en koetspoort. | Woonhuis                 | eerste helft 19e eeuw           |           | Grote Looiersstraat 28 | 50° 50' 43" NB, 5° 41' 21" OL | 27037 | Meer afbeeldingen |
| Huis met mansardedak en brede lijstgevel. | Gebouw                   | derde kwart 18e eeuw            |           | Grote Looiersstraat 30 | 50° 50' 42" NB, 5° 41' 20" OL | 27038 | Meer afbeeldingen |